# Iiro Pakarinen
Iiro Pakarinen (25 de agosto de 1991) é um jogador de hóquei no gelo finlandês. Atualmente joga pelo Jokerit da Kontinental Hockey League (KHL).
Como um atacante versátil e habilidoso, Pakarinen foi selecionado em 184º no Draft de 2011 da National Hockey League pelo Florida Panthers. Nos Jogos Olímpicos de Inverno de 2022 em Pequim, conquistou a medalha de ouro no torneio masculino.